# Killacycle
Das KillaCycle ist ein speziell für Beschleunigungsrennen (siehe auch Drag Bike) konstruiertes Elektro-Motorrad.
Mit 7,89 Sekunden und einer Höchstgeschwindigkeit von 270 km/h (168 mph) auf der Viertelmeile, erzielt am 23. Okt. 2008 auf dem Bandimere Speedway (Morrison, Colorado, USA), hielt es bis November 2010 den Rekord in der Klasse DMC/A3 der NEDRA. Eine frühere Ausbaustufe hält noch den Rekord in der nächstkleineren Klasse DMC/A2.
Eigentümer und Konstrukteur ist Bill Dubé, Fahrer ist Scotty Pollacheck.

## Technische Daten
- Masse: 296 kg (653 lbs)[2]
- Batterie: Lithium-Eisen-Phosphat-Akkumulator, bestehend aus 1210 Zellen des Typs M1 der Firma A123Systems. Kapazität 9,1 kWh, Spannung 374 V, Masse 91 kg (200 lbs)[2]
- Motoren: 2 Stück L-91 Gleichstrommotoren, zwischen Parallel- und Reihenschaltung umschaltbar
- Leistung: 370 kW (über 500 PS)[2]
- Beschleunigung 0–60 mph: 0,97 s[2] (entspricht knapp über 1 s für 0–100 km/h)
- Verbrauch: ca. 0,6 kWh je Fahrt (400 m) einschließlich Burn-out, dies entspricht etwa 0,12 EUR
- schnellste Zeit für 1/4 Meile: 7,824 s (erreichte Geschwindigkeit 270 km/h / 168 mph)[2]
- höchste Endgeschwindigkeit nach 1/4 Meile: 280 km/h (174,05 mph)[2]